# Tantalizing thoughts at the dawn of dreams
Tantalizing thoughts at the dawn of dreams (Chapter two) is het derde volledige album van de Nederlandse muziekgroep Morpheusz. Het album dat voornamelijk geschoeid is op de elektronische muziek van Ron Boots is opgenomen in Dreamscape, zijn eigen geluidsstudio. Door de toevoeging van Dorittke op gitaar neigt het naar instrumentale progressieve rock.

## Musici
- Ron Boots – synthesizers
- Frank Dorittke – gitaar
- Eric van der Heijden – synthesizers
- Harald van der Heijden – slagwerk

## Muziek
| Nr. | Titel                      | Duur  |
| --- | -------------------------- | ----- |
| 1.  | Psychedelic poetry         | 11:54 |
| 2.  | Tantalizing thoughts       | 13:55 |
| 3.  | Arousing imaginary vortex  | 7:33  |
| 4.  | Oriental insomnia          | 18:03 |
| 5.  | Dawn of dreams chapter two | 15:43 |